# Giallo (programma televisivo)
Giallo è stato un programma televisivo settimanale, curato e presentato da Enzo Tortora, andato in onda dall'ottobre 1987 al gennaio 1988, a cui ha partecipato attivamente anche il regista Dario Argento e Coralina Cataldi Tassoni in vesti di valletta.

## Produzione
Il programma è diviso in due sezioni: una legata all'attualità, curata da Tortora, e una dedicata alla fiction, affidata appunto ad Argento. Circa la collaborazione al programma da parte di Argento, va detto che il regista ha svolto in Giallo anche la funzione di conduttore e di presentatore, offrendo una serie di piccoli show nel corso dei quali ha offerto al pubblico diversi saggi delle sue "specialità": alcuni di questi hanno a volte provocato massicce proteste da parte dei telespettatori più impressionabili.
Oltre alla sua partecipazione personale, Dario Argento ha offerto a Giallo anche diversi "contributi" di tipo documentaristico e, in più, ha personalmente diretto una serie di brevi "sketch" orrorifici molto vibranti intitolata Gli incubi di Dario Argento, successivamente sostituita dalla mini serie Turno di notte ideata dallo stesso Argento e diretta da Lamberto Bava e Luigi Cozzi.
Da segnalare anche la presenza di una giovanissima Alba Parietti, che ricorda Tortora come un uomo sofferente sia fisicamente che moralmente.
Fu l'ultima trasmissione di Enzo Tortora, il quale provava e conduceva grazie a dosi di antidolorifico; spesso, entrava in scena un medico che praticava un'iniezione al conduttore. Oltre all'aggravarsi della malattia di Tortora, gli ascolti troppo bassi furono la causa della chiusura. Il presentatore morì il 18 maggio 1988.
La sigla di coda del programma è Midnight's knock out, un brano scritto dal cantautore Paolo Conte, ed è cantato da Ornella Vanoni, tratto dall'album O, pubblicato nel 1987.